# Mala Krupska Rujiška
Mala Krupska Rujiška (szerbül: Мала Крупска Рујишка), falu Bosznia-Hercegovinában, Bosanska krajina területén, Novi Grad községben, a Szerb Köztársaságban. 

## Fekvése
Bosznia-Hercegovina nyugati részén, Banja Lukától légvonalban 69, közúton 101 km-re nyugatra, községközpontjától légvonalban 14, közúton 18 km-re délre, a Vojskova folyó felső folyásától keletre elterülő dombvidéken, 200 - 300 méteres tengerszint feletti magasságban található. Több, kis településből áll.

## Népessége
| Nemzetiségi csoport | Népesség 1991 | Népesség 2013 |
| ------------------- | ------------- | ------------- |
| Szerb               | 430           | 386           |
| Bosnyák             | 0             | 0             |
| Horvát              | 0             | 2             |
| Jugoszláv           | 1             | 0             |
| Egyéb               | 0             | 2             |
| Összesen            | 431           | 390           |

## Története
A térség 1537-ben Blagaj várának elestével került török kézre. A település 1878-ig tartozott az Oszmán Birodalomhoz, ekkor a berlini kongresszus határozata alapján az Osztrák-Magyar Monarchia része lett. 1879-ben az első osztrák-magyar népszámlálás során Novi község részeként az akkor még egységes Rujiškán 137 házat és 887 ortodox szerb lakost számláltak. Később Rujiška területét Mala és Velika Rujiškára osztották fel. Mala Rujiškának a Bosanska Krupai járáshoz tartozó, kisebb, nyugati része Mala Krupska Rujiška, míg a Bosanski Novi járáshoz tartozó, nagyobb, keleti része a Mala Novska Rujiška nevet kapta. A monarchia szétesésével 1918-ben előbb a Szerb-Horvát-Szlovén Királyság, majd 1929-től a Jugoszláv Királyság része. Jugoszlávia megszállása után a falu a Független Horvát Állam (NDH) része lett. 1945-től a település a szocialista Jugoszlávia része volt. A Bosznia-Hercegovinában zajló polgárháború idején a település a Boszniai Szerb Köztársaság része volt. A daytoni békeszerződést követő területfelosztásnál a település, Novi Grad község részeként a Szerb Köztársaság területéhez került.